# Long Beach Chiefs
I Long Beach Chiefs sono stati una franchigia di pallacanestro della American Basketball League (1961-1963) (ABL), con sede a Long Beach.
Nati nel 1961 a Honolulu come Hawaii Chiefs, dopo il trasferimento in California assunsero tale denominazione.

## Stagioni
| Stagione | Lega | Denominazione     | V  | P  | %    | Piazzamento | Play-off          |
| -------- | ---- | ----------------- | -- | -- | ---- | ----------- | ----------------- |
| 1961-62  | ABL  | Hawaii Chiefs     | 13 | 28 | 31,7 | 3º          | Turno preliminare |
| 1962-63  | ABL  | Long Beach Chiefs | 16 | 8  | 66,7 | 2º          | -                 |